# フォッカー F.32

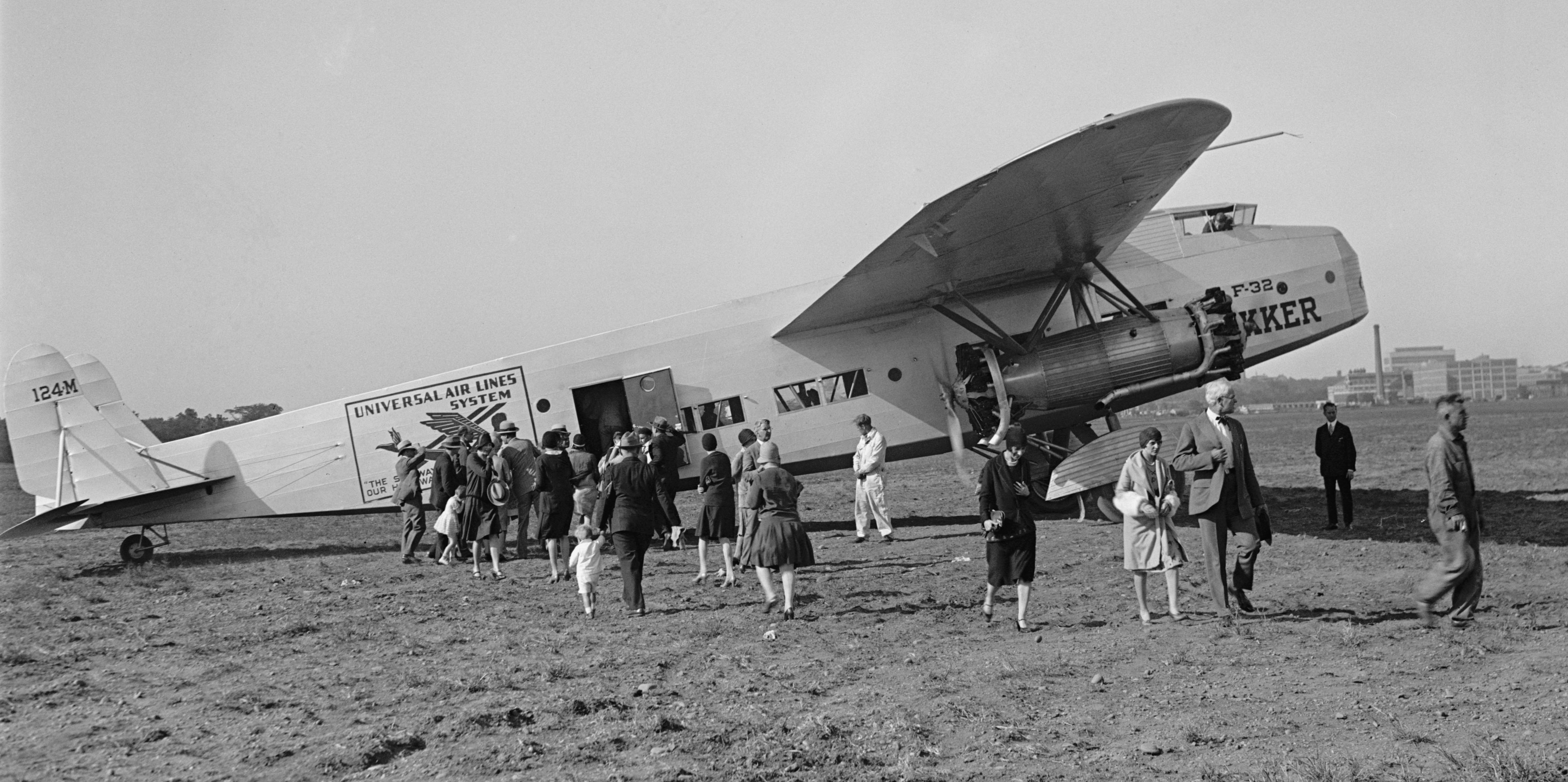
ユニバーサル・エア・ラインの塗装したフォッカー F.32の試作機、ユニバーサル・エア・ラインは注文を取り消した

フォッカー F.32（Fokker F.32）はフォッカーのアメリカ支社が開発した旅客機である。1929年9月13日に初飛行した。4発機であったがエンジンを2基ずつ前後に並べて、推進式と牽引式のプロペラを駆動する構成であったが、後方のプロペラの効率が上がらなかったことや、エンジンの冷却の問題やコストが高かったことから10機ほどの生産に留まった。アメリカ陸軍もYC-20として評価を行ったが正式採用されなかった。
1929年9月13日に初飛行したが、11月27日に、1基のエンジン停止の試験を行った時に、離陸後ほどなくもう一台のエンジンが停止し、コントロールを失い郊外の住宅に墜落し、火災を起こした。死者は出なかったが、乗員と乗客の1人が負傷した。この墜落によって同一のナセルにエンジンを前後に並べた構成の欠点が明らかになった。前のエンジンが駆動する2枚羽のプロペラによって乱された気流の中で後方のエンジンが駆動する3枚羽のプロペラの効率が悪く、アンダーパワーであり、後方のエンジンの冷却の問題にも悩まされた。
当初、ウエスターン・エア・エキスプレス、ユニバーサル・エア・ラインからそれぞれ5機の注文を受け、KLMなども興味を示したが、不況の影響もあって、ユニバーサル・エア・ラインは注文をキャンセルし、ウエスターン・エア・エキスプレスも注文を2機に減らし、カリフォルニア州の諸都市間で運行した。
1930年に陸軍航空隊がYC-20として評価を行ったが、ボーイング Y1C-18と同じく、航空機はメーカーの所有のままで、テスト終了後返却されるという形の評価試験であった。採用されれば陸軍航空隊にとってはそれまでで最大の輸送機であった。

## 要目
- 乗員：2-3名
- 乗客：32名または寝台機として使用する場合は16名
- 全長：21.29 m
- 全幅：30.18 m
- 全高：5.03 m
- エンジン： 4 × Pratt & Whitney Hornet radial, 各575 hp
- 最高速度：225 km/h
- 航続距離：805 km